# Kristijan IX.
Kristijan IX. (Gottorp, 8. travnja 1818. – Kopenhagen, 29. siječnja 1906.), danski kralj od 1863. do 1906. godine i vojvoda od Schleswig-Holsteina i Lauenburga. Bio je prvi danski kralj iz dinastije Schleswig-Holstein-Sonderburg-Glücksburg, ogranka dinastije Oldenburga koja i danas vlada Danskom.

## Životopis
Rodio se u obitelji Fridrika Vilima, vojvode od Schleswig-Holstein-Sonderburg-Becka, a od 1825. godine i vojvode od Glücksburga. Služio je vojsku u šlezviškom ratu (1848. – 1850.). Godine 1842. oženio se nećakinjom danskog kralja Fridrika VII. iz dinastije Oldenburg koji nije imao djece. Londonskim protokolom 1852. priznale su ga europske sile za prijestolonasljednika Danske i Schleswig-Holsteina.
Po stupanju na prijestolje 1863. godine odobrio je pod pritiskom javnosti zajednički ustav Danske i Schleswig-Holsteina, što je izazvalo rat Danske s Pruskom i Austrijom. Nakon poraza u ratu 1864. godine Danska se morala Bečkim mirom odreći Schleswig-Holsteina u korist Pruske i Austrije.
Bio je konzervativan vladar te je podupirao manjinske konzervativne vlade, sve do 1901. godine kada je morao popustiti i uspostaviti većinsku vladu kojem je uveden parlamentarni sustav u Danskoj.

## Obitelj - "tast Europe"
Kristijan IX. dobio je nadimak "tast Europe", jer su njegovi potomci zasjeli gotovona sva prijestolja europskih država. Oženio se s Lujzom Hessenskom s kojom je imao tri sina i tri kćeri. Stariji sin Fridrik VIII. naslijedio ga je na danskom prijestolju, a mlađi Đuro I. okrunjen je za grčkog kralja prije nego što je on sam postao kraljem Danske. Kćer Aleksandra udala se za britanskog kralja Eduarda VII. i postala kraljicom Velike Britanije i caricom Indije, Dagmar se udala za ruskog cara Aleksandra III. i postala ruskom caricom, a Tira se udala za hannoverskog kraljevića Ernesta Augusta.
Filip, vojvoda od Edinburgha, suprug britanske kraljice Elizabete II. izravni je muški potomak Kristijana IX.